# Peramphithoe plea
Peramphithoe plea är en kräftdjursart som först beskrevs av J. L. Barnard 1965.  Peramphithoe plea ingår i släktet Peramphithoe och familjen Ampithoidae. Inga underarter finns listade i Catalogue of Life.